# Horama stoneri
Horama stoneri är en fjärilsart som beskrevs av Arthur Ward Lindsey 1926. Horama stoneri ingår i släktet Horama och familjen björnspinnare. Inga underarter finns listade i Catalogue of Life.